# Vaucelles (Calvados)
Pour les articles homonymes, voir Vaucelles.
Vaucelles est une commune française du département du Calvados et de la région Normandie, peuplée de 600 habitants.

## Géographie
La commune est dans le Bessin. Son bourg est à 3 km à l'ouest de Bayeux limitrophe, à 7 km au sud de Port-en-Bessin-Huppain et à 13 km à l'est de Trévières.
Vaucelles est arrosée par la Drôme et traversée par la route nationale 13, axe Paris-Cherbourg.
| Sully, Tour-en-Bessin | Sully           | Vaux-sur-Aure (sur quelques dizaines de mètres) |
| Cussy, Barbeville     | Vaucelles       | Bayeux                                          |
| Saint-Loup-Hors       | Saint-Loup-Hors | Bayeux, Saint-Loup-Hors                         |

### Hydrographie
La commune est située dans le bassin Seine-Normandie. Elle est drainée par la Drome, le ruisseau de Saint-Symphorien, des bras de la Drôme et divers autres petits cours d'eau,.
La Drôme, d'une longueur de 58 km, prend sa source dans la commune de Souleuvre en Bocage et se jette  dans l'Aure à Maisons, après avoir traversé 26 communes. Les caractéristiques hydrologiques de la Drôme sont données par la station hydrologique située sur la commune de Sully. Le débit moyen mensuel est de 2,63 m3/s. Le débit moyen journalier maximum est de 34,2 m3/s, atteint lors de la crue du 26 janvier 1995. Le débit instantané maximal est quant à lui de 39,2 m3/s, atteint le même jour.

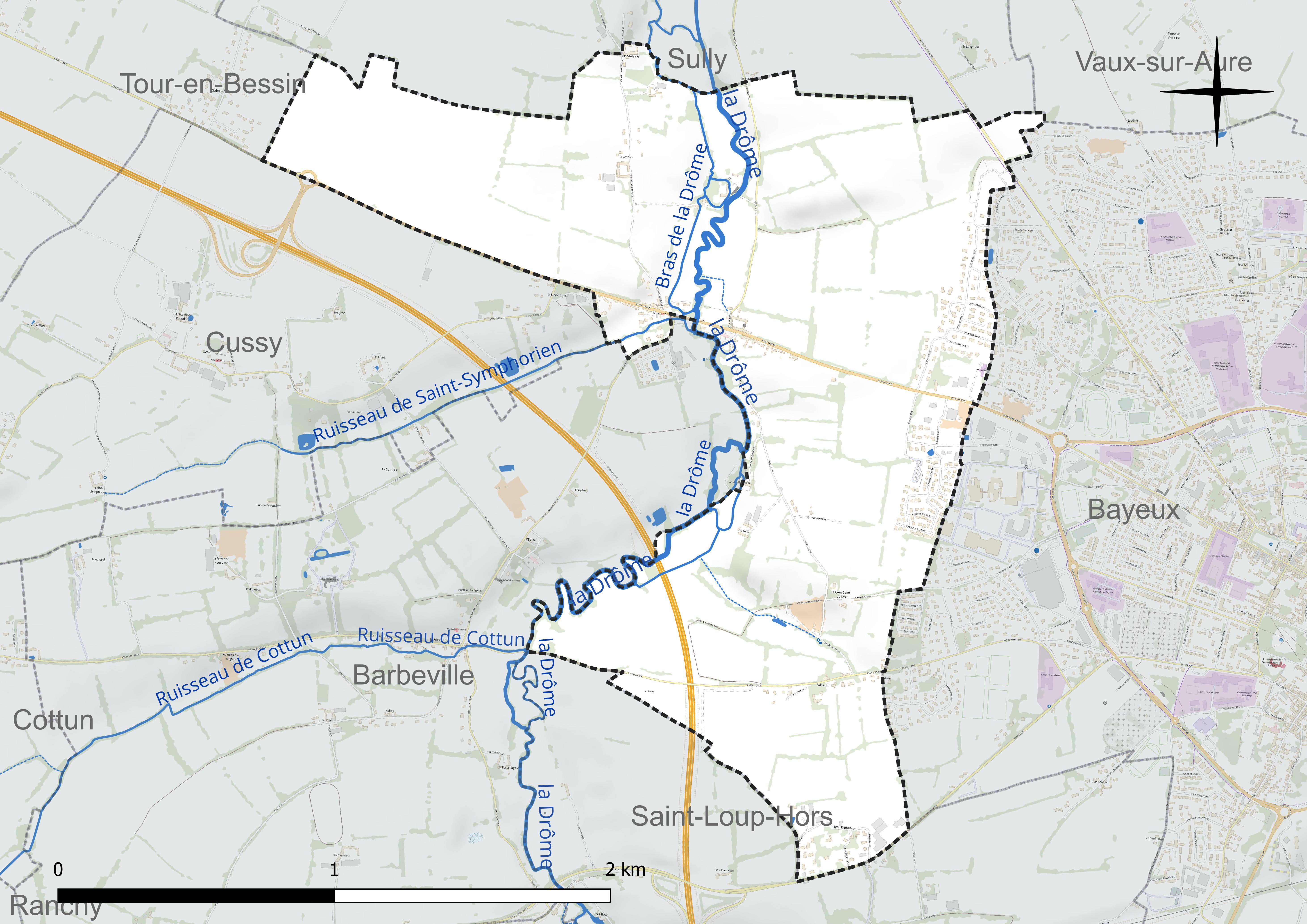
Réseau hydrographique de Vaucelles.

### Climat
Pour des articles plus généraux, voir Climat de la Normandie et Climat du Calvados.
En 2010, le climat de la commune est de type climat océanique franc, selon une étude du CNRS s'appuyant sur une série de données couvrant la période 1971-2000. En 2020, Météo-France publie une typologie des climats de la France métropolitaine dans laquelle la commune est exposée à un climat océanique et est dans la région climatique  Normandie (Cotentin, Orne), caractérisée par une pluviométrie relativement élevée (850 mm/a) et un été frais (15,5 °C) et venté. Parallèlement le GIEC normand, un groupe régional d'experts sur le climat, différencie quant à lui, dans une étude de 2020, trois grands types de climats pour la région Normandie, nuancés à une échelle plus fine par les facteurs géographiques locaux. La commune est, selon ce zonage, exposée à un « climat des plateaux abrités », correspondant à la plaine agricole de Caen à Falaise, sous le vent des collines de Normandie et proche de la mer, se caractérisant par une pluviométrie et des contraintes thermiques modérées.
Pour la période 1971-2000, la température annuelle moyenne est de 10,9 °C, avec  une amplitude thermique annuelle de 11,3 °C. Le cumul annuel moyen de précipitations est de 748 mm, avec 12,8 jours de précipitations en janvier et 7,4 jours en juillet. Pour la période 1991-2020, la température moyenne annuelle observée sur la station météorologique la plus proche, située sur la commune de Balleroy-sur-Drôme à 14 km à vol d'oiseau, est de 11,2 °C et le cumul annuel moyen de précipitations est de 924,3 mm,. Pour l'avenir, les paramètres climatiques de la commune estimés pour 2050 selon différents scénarios d'émission de gaz à effet de serre sont consultables sur un site dédié publié par Météo-France en novembre 2022.

## Urbanisme

### Typologie
Au 1er janvier 2024, Vaucelles est catégorisée ceinture urbaine, selon la nouvelle grille communale de densité à 7 niveaux définie par l'Insee en 2022.
Elle appartient à l'unité urbaine de Bayeux, une agglomération intra-départementale dont elle est une commune de la banlieue,. Par ailleurs la commune fait partie de l'aire d'attraction de Bayeux, dont elle est une commune de la couronne,. Cette aire, qui regroupe 29 communes, est catégorisée dans les aires de moins de 50 000 habitants,.

### Occupation des sols
L'occupation des sols de la commune, telle qu'elle ressort de la base de données européenne d'occupation biophysique des sols Corine Land Cover (CLC), est marquée par l'importance des territoires agricoles (87,8 % en 2018), en diminution par rapport à 1990 (91,1 %). La répartition détaillée en 2018 est la suivante : 
prairies (58,3 %), terres arables (29,4 %), zones urbanisées (12,2 %). L'évolution de l'occupation des sols de la commune et de ses infrastructures peut être observée sur les différentes représentations cartographiques du territoire : la carte de Cassini (XVIIIe siècle), la carte d'état-major (1820-1866) et les cartes ou photos aériennes de l'IGN pour la période actuelle (1950 à aujourd'hui).

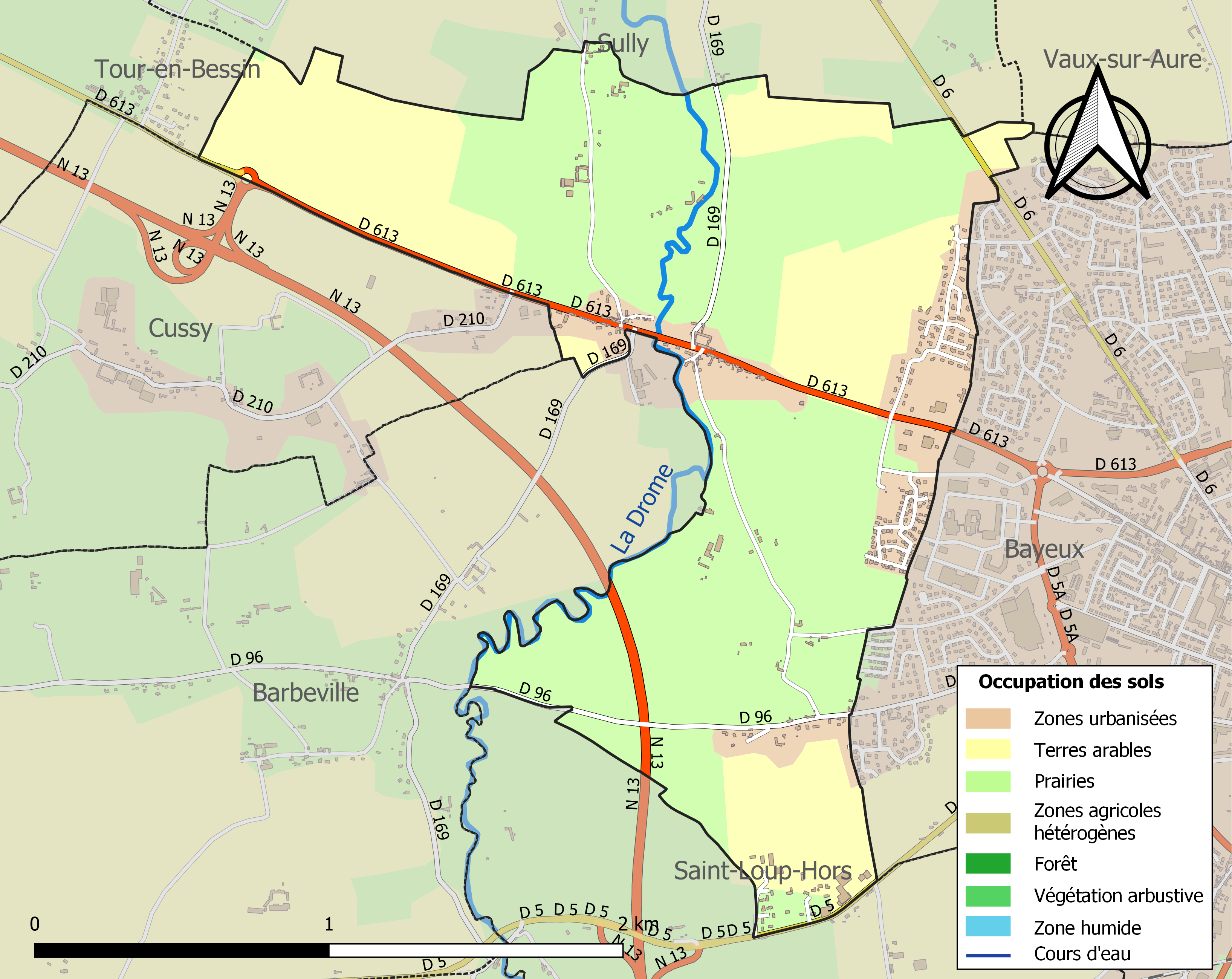
Carte des infrastructures et de l'occupation des sols de la commune en 2018 (CLC).

## Toponymie
Le nom de la localité est attesté sous la forme Vacellae en 1066.
Le toponyme est issu du bas latin vallicella, « petite vallée ».
Le gentilé est Vaucellois.

## Politique et administration
| Période                                  | Période  | Identité               | Étiquette | Qualité                                     |
| ---------------------------------------- | -------- | ---------------------- | --------- | ------------------------------------------- |
| juin 1995                                | 2011     | Laurent Colleu         | SE        | Aviculteur                                  |
| mars 2011                                | En cours | Guillaume Gautier-Lair | DVD       | Directeur régional de France télé numérique |
| Les données manquantes sont à compléter. |          |                        |           |                                             |

Le conseil municipal compte onze élus dont le maire et deux adjoints.

## Démographie
L'évolution du nombre d'habitants est connue à travers les recensements de la population effectués dans la commune depuis 1793. Pour les communes de moins de 10 000 habitants, une enquête de recensement portant sur toute la population est réalisée tous les cinq ans, les populations de référence des années intermédiaires étant quant à elles estimées par interpolation ou extrapolation. Pour la commune, le premier recensement exhaustif entrant dans le cadre du nouveau dispositif a été réalisé en 2004.
En 2022, la commune comptait 600 habitants, en évolution de +49,63 % par rapport à 2016 (Calvados : +1,58 %, France hors Mayotte : +2,11 %).
Bien que la commune touche Bayeux, sous-préfecture, sa démographie est fort stable. S'il y avait 284 habitants en 1841, ils n'étaient plus que 187 en 1968. Le chiffre de 1841 a cependant été dépassé en 2007 avec 310 habitants.
| 1793 | 1800 | 1806 | 1821 | 1831 | 1836 | 1841 | 1846 | 1851 |
| ---- | ---- | ---- | ---- | ---- | ---- | ---- | ---- | ---- |
| 238  | 248  | 255  | 237  | 242  | 260  | 284  | 272  | 270  |

| 1856 | 1861 | 1866 | 1872 | 1876 | 1881 | 1886 | 1891 | 1896 |
| ---- | ---- | ---- | ---- | ---- | ---- | ---- | ---- | ---- |
| 239  | 252  | 244  | 226  | 218  | 215  | 249  | 244  | 234  |

| 1901 | 1906 | 1911 | 1921 | 1926 | 1931 | 1936 | 1946 | 1954 |
| ---- | ---- | ---- | ---- | ---- | ---- | ---- | ---- | ---- |
| 228  | 230  | 225  | 201  | 195  | 210  | 203  | 209  | 234  |

| 1962 | 1968 | 1975 | 1982 | 1990 | 1999 | 2004 | 2006 | 2009 |
| ---- | ---- | ---- | ---- | ---- | ---- | ---- | ---- | ---- |
| 231  | 187  | 192  | 195  | 217  | 213  | 279  | 283  | 366  |

| 2014 | 2019 | 2022 | - | - | - | - | - | - |
| ---- | ---- | ---- | - | - | - | - | - | - |
| 376  | 563  | 600  | - | - | - | - | - | - |

## Économie
La commune se situe dans la zone géographique des appellations d'origine protégée (AOP) Beurre d'Isigny et Crème d'Isigny.

## Lieux et monuments
- Église Saint-Cyr-et-Sainte-Julitte du XIIIe siècle inscrite aux monuments historiques[32].
- Château de Vaucelles du XIVe siècle, inscrit aux monuments historiques[33].
- Ferme du Colombier, anciennement ferme de Vaucelles, du XVIIe siècle : commencée au XVe siècle, elle dépendait du fief du seigneur de Vaucelles d'Aché. Son histoire est lié à celle du château de Vaucelles qui lui est presque contigu. En 1600, Marguerite d'Aché reçoit pour dot la ferme et les terres lors de son mariage avec Germain Lescalley. En mai 1697, Gilles le Coq, conseiller du roi Louis XIV acquiert la ferme qui passe, le 4 août 1791, entre les mains de Gabriel Henri Guillaume Hue de Carpiquet. En 1904, la comtesse Roger Morin de la Rivière reconstitue le domaine en rachetant à ses cousins la ferme et les terres, dont les descendants sont de nos jours encore propriétaire de la ferme du Colombier. En 1965, elle servira de cadre au réalisateur Jean-Paul Rappeneau, pour son film La Vie de château, où il tourne certaines scènes.

Le corps de logis du XVe siècle, construit en moellon calcaire, et flanqué de sa tour en sont les parties les plus anciennes. La tour renferme un escalier en colimaçon desservant les différents niveaux. La porte principale, comme les portes intérieures sont surmontées par des arcs en plein cintre. Dépassant du toit, on peut voir une imposante souche de cheminée. Parmi les communs, une grange avec deux portes charretières en anse de panier. Le colombier de près de 1 200 boulins, de nos jours cerné par les bâtiments agricoles, et qui devait à l'origine être isolé, desservi par un escalier extérieur, a été au XVIIIe siècle bouché afin de servir comme réserve à grains. En 1962, à la demande du propriétaire des lieux, une fresque murale, reprenant le thème de la Tapisserie de Bayeux décore ses murs.

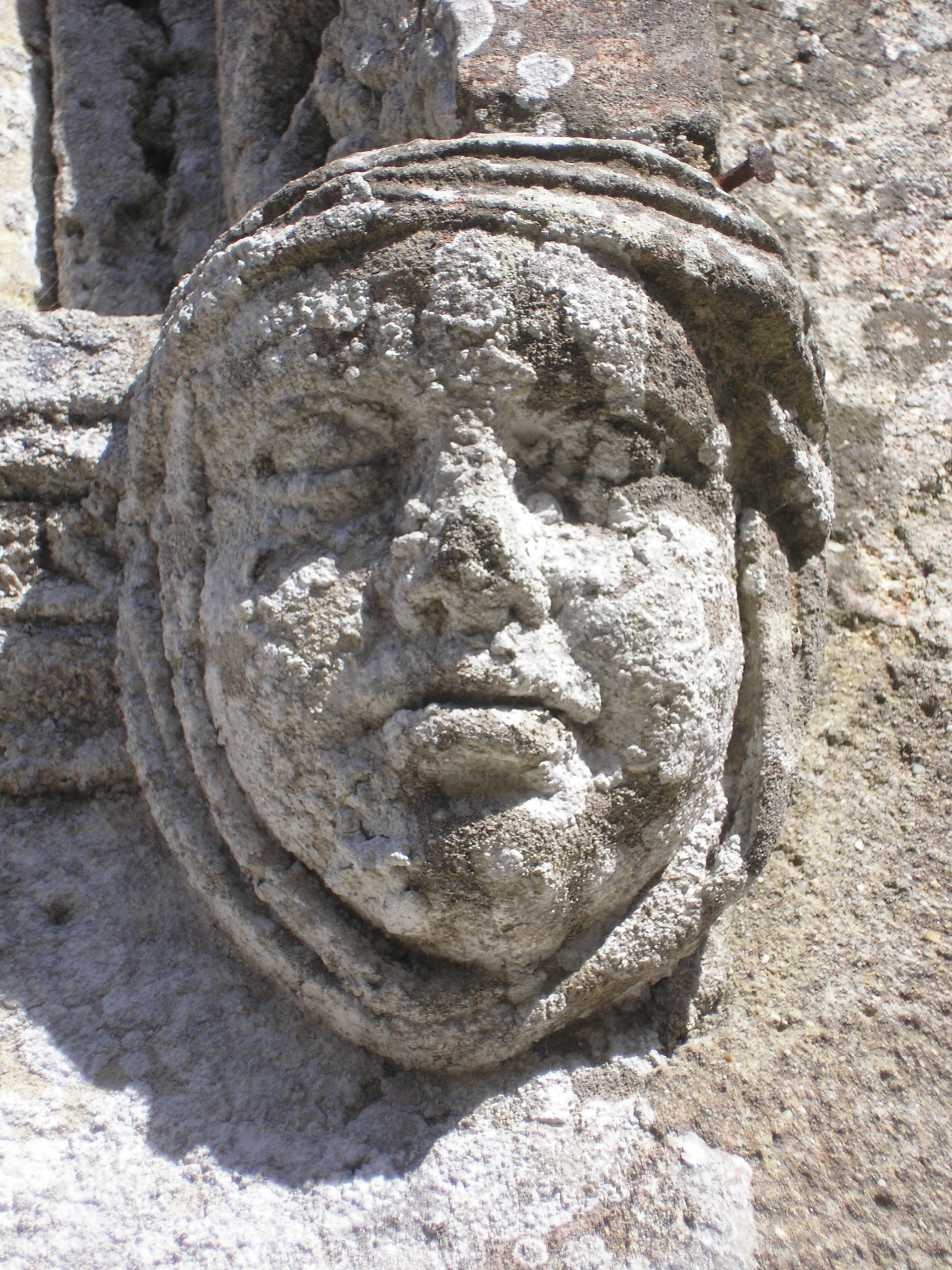
Mascaron du portail de l'église Saint-Cyr-et-Sainte-Julitte.
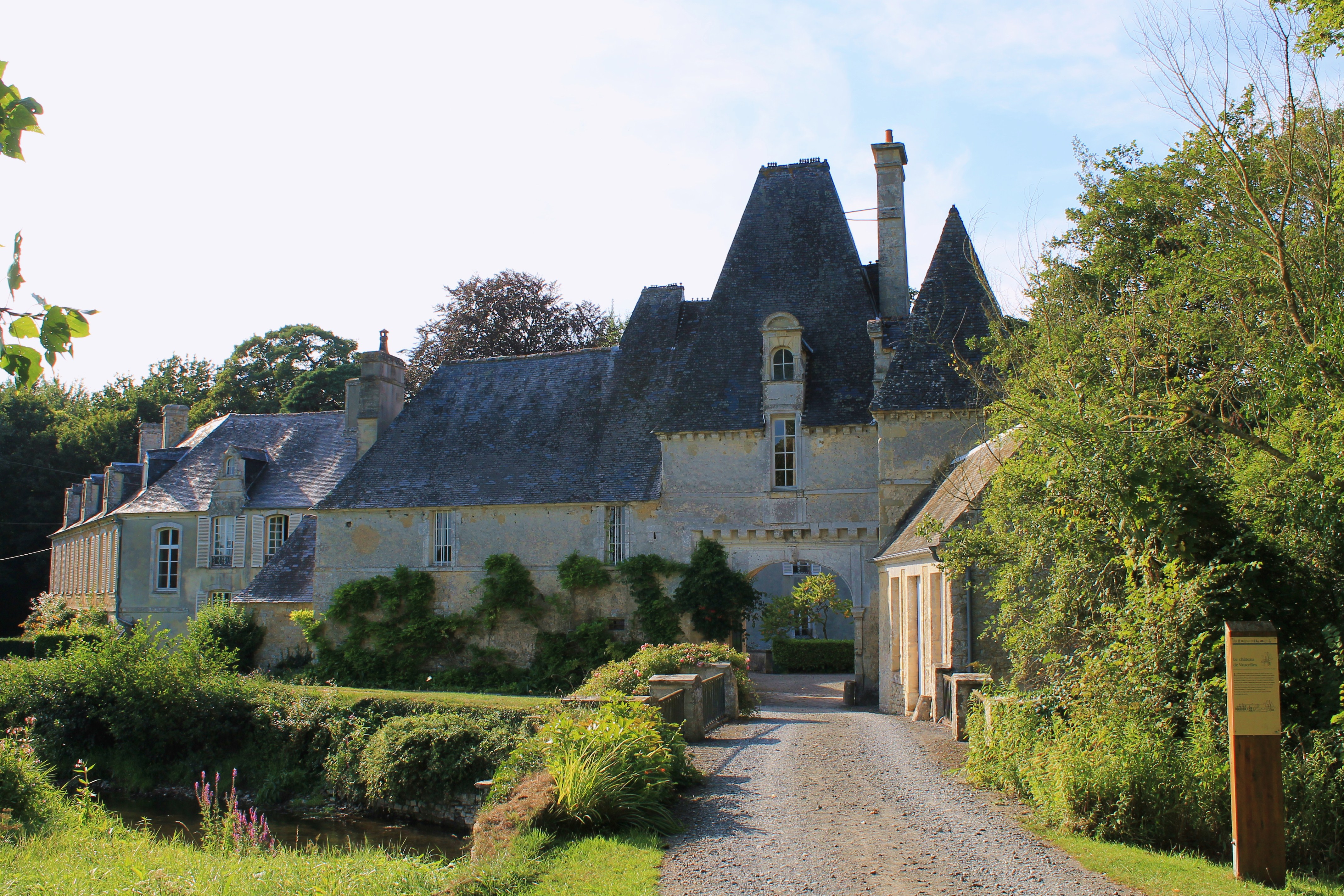
Le château de Vaucelles.
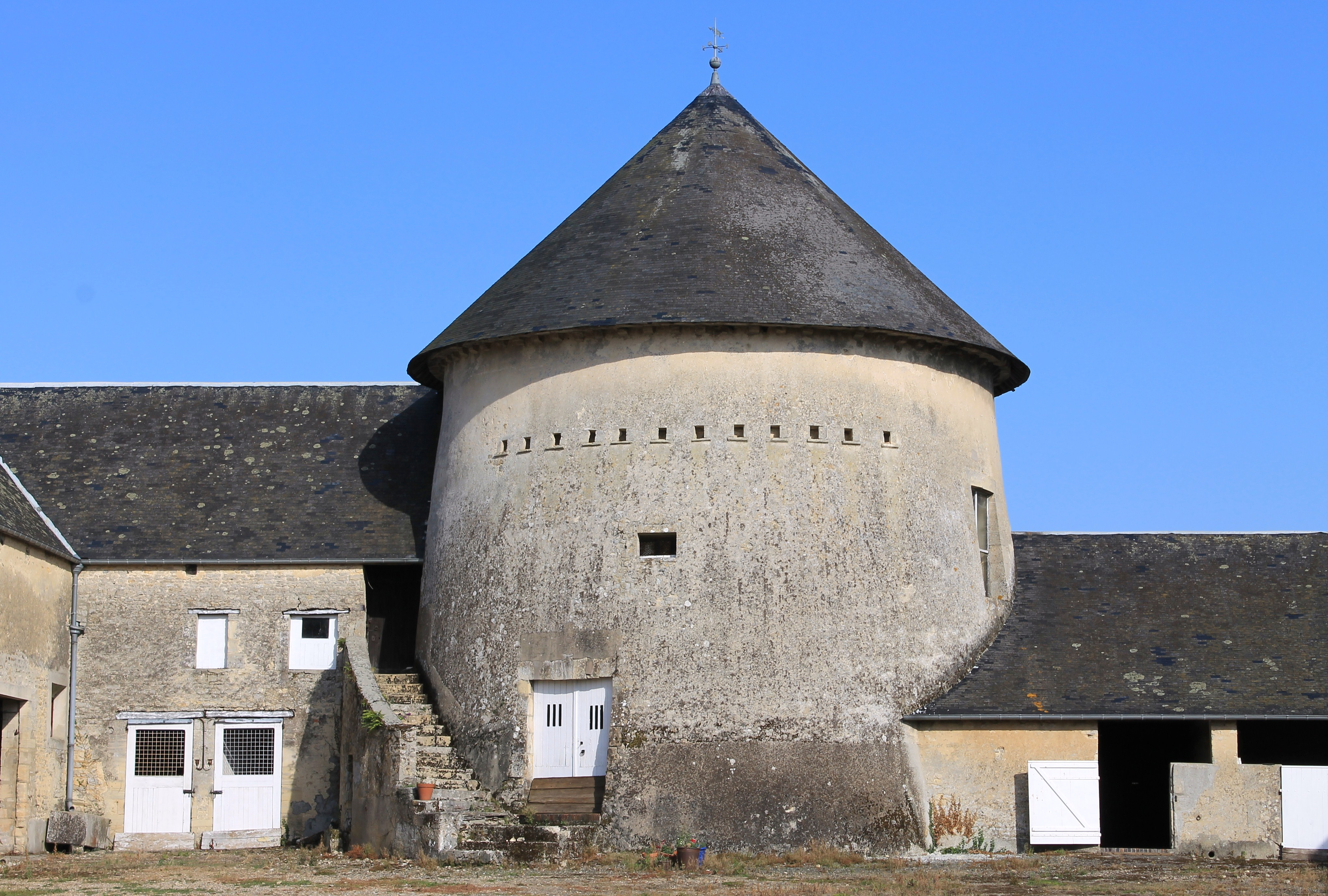
La ferme du Colombier.

## Activité et manifestations

### Jumelages
- Plymstock (Royaume-Uni) depuis 1986.